# 卧龙杜鹃
卧龙杜鹃（学名：Rhododendron wolongense）为杜鹃花科杜鹃花属下的一个种。

## 扩展阅读
- 維基物種上的相關：卧龙杜鹃